# The Marksman
The Marksman är en amerikansk actiondramafilm från 2021 i regi av Robert Lorenz. Den handlar om en ranchägare och före detta marinsoldat (Liam Neeson) bosatt i Arizona, som blir tvungen att hjälpa en ung pojke (Jacob Perez) med att fly undan från en mexikansk drogkartell. I rollistan finns även andra skådespelare som Katheryn Winnick, Juan Pablo Raba och Teresa Ruiz.
Filmen hade biopremiär i USA den 15 januari 2021. Den skulle från början ha haft premiär en vecka senare, den 22 januari, men fick sitt premiärdatum omändrat i december 2020, så att den fick premiär en vecka tidigare.

## Handling
Den pensionerade marinkårssoldaten Jim Hanson för ett ganska stillsamt liv på sin ranch i Arizona, nära gränsen till Mexiko. På fritiden patrullerar han gränsen och anmäler olagliga gränskorsningar. En dag när han är på patrull stöter han på kvinnan Rosa och hennes son Miguel. De är på flykt från Mexiko, och från en drogkartell. Han rapporterar in det till myndigheterna men när representanter för kartellen strax därefter dyker upp blir det skottlossning mellan Jim och dem. Rosa blir dödad av kartellen, och Jim skjuter samtidigt ihjäl kartelledaren Mauricios bror. Innan hon dör ger hon adressen till sina släktingar i Chicago. Motvilligt går Jim med på att föra Miguel till dem. Men när gränsvakterna dyker upp tar de hand om pojken. När han förstår att kartellen är ute efter att döda Miguel fritar Jim honom och påbörjar resan till Chicago. Kartellen är dem dock på spåret och får dessutom assistans av korrupta amerikanska poliser.

## Rollista
| Liam Neeson      | – Jim Hanson            |
| Katheryn Winnick | – Sarah Pennington      |
| Juan Pablo Raba  | – Mauricio              |
| Teresa Ruiz      | – Rosa                  |
| Jacob Perez      | – Miguel                |
| Dylan Kenan      | – Randall               |
| Luke Rains       | – Everett               |
| Sean Rosales     | – Hernando              |
| Alfredo Quiroz   | – Carlos                |
| Amber Midthunder | – Bensinstationsbiträde |